# Sangramento vaginal
Sangramento vaginal é qualquer hemorragia através da vagina, incluindo os sangramentos da própria vagina e os sangramentos oriundos de outros locais do sistema reprodutor feminino, que são mais comuns. Geralmente, pode se tratar de uma resposta fisiológica durante o período não-fértil do ciclo menstrual ou pode ser causado por problemas hormonais ou orgânicos do sistema reprodutor. O sangramento vaginal pode ocorrer em qualquer idade, mas sempre precisa ser investigado quando encontrado em crianças ou mulheres pós-menopausa. O sangramento vaginal durante a gestação pode indicar possíveis complicações da gravidez que precisam ser tratadas.
A perda de sangue pela vagina tipicamente procede da camada de revestimento interno do útero, o endométrio, mas pode surgir de lesões uterinas ou do colo do útero, da vagina e, mais raramente, das tubas uterinas. Durante a gestação, geralmente está relacionado à própria gravidez, mas nem sempre. É incomum que este tipo de sangramento tenha origem no trato urinário (hematúria) e a grande maioria das mulheres consegue identificar a diferença. Também pode ser um sinal de câncer do colo do útero.

## Endometrite hemorrágica
As hemorragias uterinas devidas á endometrite observam-se principalmente nos primeiros meses da gravidez; elas apresentam pouca gravidade, não põem em perigo a vida da mulher e só muito raramente obrigam o parteiro a intervir pelo parto prematuro. 
É uma afecção tão comum ás primíparas como ás multíparas, mas é evidente que as gravidezes repetidas expõem particularmente as mulheres a este acidente. Ordinariamente, a mulher portadora duma endometrite queixa-se de dores irradiadas do lado dos lombos e dos ovários. As secreções uterina e vaginal sofrem uma alteração, quer contínua quer intermitente, por crises, alteração a que se dá o nome de leucorreia. 
Além disto, existe frequentemente tenesmo vesical, dispepsia, nevralgias diversas, perturbações gerais do sistema nervoso, nomeadamente sintomas neurasténicos ou histéricos, etc. A etiologia desta afecção resume se no seguinte : toda e qualquer causa que favoreça a infecção da cavidade uterina. Assim a blenorragia, a tuberculose, a sífilis, os excessos genésicos no momento das regras, a própria menstruação, a permissão dada a uma parturiente de se levantar ou de retomar o seu trabalho antes que o utero volte ao seu estado normal, um traumatismo uterino, quer acidental, quer cirúrgico, as lesões dos anexos (salpingites ou perisalpingites), todas estas causas podem determinar a inflamação da mucosa uterina.

## Diagnóstico diferencial
Há muitas causas potenciais para o sangramento vaginal anormal.

### Sangramento em crianças
O sangramento antes do tempo esperado da menarca (a primeira menstruação) pode ser um sinal de puberdade precoce. Outras causas possíveis incluem a presença de sinais de corpo estranho na vagina, abuso sexual, infecção vaginal (vaginite) e, raramente, um tumor.

### Mulheres na pré-menopausa
A maioria dos sangramentos anormais ou irregulares (metrorragia) em mulheres na pré-menopausa é causada por desequilíbrios hormonais do organismo. Essas alterações não são patológicas. Excepcionalmente, um sangramento de grande volume durante a menstruação é chamado de menorragia ou hipermenorreia, enquanto um sangramento leve é chamado de hipomenorreia. Mulheres em uso de anticoncepcionais hormonais podem experimentar sangramentos de escape e/ou sangramento pela descontinuidade do uso do anticoncepcional.
Além disso, também existem as causas patológicas de sangramento vaginal anormal. O sangramento uterino disfuncional é uma causa comum de menorragia e sangramento irregular. Ocorre devido ao desbalanço hormonal e os sintomas podem ser controlados pelo uso de anticoncepcionais hormonais (embora a contracepção hormonal não trate as causas de base do desequilíbrio hormonal). Se a causa for a síndrome de ovários policísticos, perda de peso pode ser útil e a infertilidade de algumas dessas pacientes pode responder ao citrato de clomifeno. Fibroides uterinos (leiomiomas) são tumores benignos do útero que causam sangramento e dor pélvica em aproximadamente 30% das mulheres afetadas. Adenomiose, uma condição na qual o tecido endometrial cresce em meio ao músculo uterino, pode causar dismenorreia e menorragia. O câncer do colo do útero pode ocorrer em idade pré-menopausa e, frequentemente, apresenta-se como sangramento de contato (após a relação sexual). O câncer do útero leva a sangramento irregular e geralmente prolongado.

### Gestantes
Dos sangramentos vaginais, 15-25% ocorrem no primeiro trimestre de gestação. Desses casos, metade termina em abortamento espontâneo. Inúmeros casos decorrem da ruptura de um pequeno vaso da parte externa da placenta. Também pode ser o anúncio de um aborto espontâneo ou de gravidez ectópica, que são indicações de ultrassonografia de urgência para dissociar as duas causas. Sangramento no início da gravidez pode ser um sinal de ameaça de aborto ou aborto incompleto.
No segundo ou terceiro trimestres, a placenta prévia (uma placenta que cobre parcialmente o colo do útero) pode sangrar gravemente. Descolamento prematuro da placenta também é frequentemente associado ao sangramento e à dor uterina.

### Mulheres na pós-menopausa
Atrofia do endométrio, fibroides uterinos e câncer de endométrio são causas comuns de sangramento vaginal na pós-menopausa.